# Ашаффенбург
Аша́ффенбург (від нім. Aschaffenburg) — містечко, регіональний центр Нижньої Франконії, частини Баварії. Ашаффенбург розташований на річці Майн у західній частині гір Шпессарт. Має приблизно 64 тисячі мешканців.

## Історія заснування
Історія містечка сягає 5 століття нашої ери, коли Ашаффенбург мав назву Цівітас Аскафа. У 982 Ашаффенбург стає єпископським містом, належить монастирю Майнц, а від 1814 — Баварії. Це мальовниче старовинне місто, яке відбудувалося після 2-ї світової війни і має чимало індустріальних і торговельних установ та підприємств.

## Табір переміщених осіб і українська громада
Від 1945 в Ашаффенбурзі перебували понад 7 тисяч українців у 4 таборах переміщених осіб:
- Pionier Kaserne (Піонір казерне) — 2000 мешканці (1946—1949)[4]
- Artillerie Kaserne (Артелері казерне) — бл. 2000 мешканці (1945—1949)[5]
- LaGarde Kaserne (Ляґарде казерне) — 1700 мешканці (1945—1949)[6]
- Bois Brulé Kaserne (Буа-Бріле казерне) — 1500 мешканці (1946—1949)[7]

У листопаді 1945 відбувся з'їзд української еміграції з трьох окупаційних зон — англійської, французької та американської, на якому було створено Центральне представництво української еміграції як самоуправну і допомогову установу українців із завданнями:
- репрезентувати еміграцію в усіх сферах життя, крім політичної, і координувати діяльність допомогових та інших громадських організацій;
- дбати про правову, духовну й матеріальну допомогу та опіку;
- сприяти переселенню українців за межі Німеччини і дбати про створення відповідних умов їхнього життя у країнах нового поселення;
- співпрацювати із закордонними українськими та іншими допомогаючими організаціями й установами, зокрема міжнародними організаціями для біженців.

В Ашаффенбурзі розміщувалось Представництво української еміграції краю Гессен; 29-30 березня 1947 відбувся 2-й з'їзд Об'єднання українських жінок; 25-26 серпня 1947 проходив з'їзд УАПЦ, на якому православні віруючі розкололися на два табори: УАПЦ соборноправна і УАПЦ під проводом митрополита Полікарпа.
Після перенесення українського осередку зі Швайнфурта в Ашаффенбург продовжував виходити щотижневик «Неділя». У таборах діяли дитячі садки, народні школи, фахові курси, драматичні гуртки, хори, оркестри, бібліотеки, кооперативи, 10 громадських організацій, 8 парохій та 6 церковних братств. Функціонували спортивні товариства «Січ», потім «Запоріжжя» та «Пролом», об'єднані згодом в УСТ (Ашаффенбург). У таборі Ляґарде діяла українська гімназія. 1948 року в Ашаффенбурзі була заснована політична партія ліберального спрямування Союз Земель Соборної України.

## Міста-побратими
- Перт, Велика Британія (1956)
- Сен-Жермен-ан-Ле, Франція (1975)
- Мішкольц, Угорщина (1996)